# Ріффа
Ріффа (араб. الرفاع) — друге за величиною місто Бахрейну. розташовано в центральній частині острова Бахрейн, за 7 км від Манами й за 15 км від міжнародного аеропорту. Більша частина міста розміщена в Центральній мухафазі, хоча невелика частина — у Південній мухафазі. Населення за даними перепису 2001 року становило 79 550 чоловік, дані 2008 року подають кількість близько 111 000 чоловік.
Історично місто поділяється на дві частини — західну і східну. У місті є численні пам'ятки, найбільш значуща з яких — форт Ріффа.